# Ездата на кралете
„Ездата на кралете“ е картина от чешкия художник Йожа Упрка от 1892 г.
Картината е нарисувана с маслени бои върху платно и е с размери 173 x 312 cm. Тази емблематична картина на Йожа Упрка улавя живота на хората в селата из Моравска Словакия, югоизточната част на Чехия. Пресъздава се фолклорния фестивал „Ездата на кралете“ около 1900 г. Фестивалът се празнува през пролетта, на петдесетница. Отбелязването започва с църковна служба и приветствие на кмета, след това следват последни приготовления на костюмите на участниците и украсата на конете. Украшенията и костюмите се правят от жените и всеки от тях има различен цвят и шарка, в зависимост от кое село е участника. Участниците са около 15-25 млади мъже, предшествани от певци и почетен караул с меч, който защитава краля - момче на възраст между 10 и 15 години, чието лице е частично покрито, а в устата си държи роза. Кралят и свитата му са облечени в женски дрехи, докато всички останали са с мъжки дрехи.
Картината е част от фонда на Моравската галерия в Бърно, Чехия.